# Schronisko turystyczne na Kikuli
Schronisko turystyczne na Kikuli (Herbaciarnia na Kikuli, niem. Kikulabaude) – nieistniejące górskie schronisko turystyczne w Beskidzie Żywieckim, na Kikuli.

## Historia
W pierwszej połowie lat 30. XX wieku pod szczytem Kikuli zbudowano małe drewniane schronisko. Obiekt miał 5 miejsc noclegowych. W budynku funkcjonowała stacja narciarsko-turystyczna Towarzystwa Krzewienia Narciarstwa.
Schronisko przetrwało II wojnę światową. Jako funkcjonujący obiekt pojawia się w literaturze turystycznej do 1948.